# Mont du Sabbat
Der Mont du Sabbat ist ein rund 40 m hoher Berg an der Küste des ostantarktischen Adélielands. Er ragt auf der Halbinsel auf, deren nördlicher Ausläufer das Kap Margerie darstellt.
Französische Wissenschaftler benannten den Berg 1950. Namensgebend ist ein benachbartes Kar, das an einen Ort für einen Hexensabbat erinnert.